# CRぱちんこウルトラマン
CRぱちんこウルトラマンは、2006年、京楽産業.が開発、発売した特撮テレビドラマ『ウルトラマン』をモチーフとしたデジパチタイプのCR機。『CRぱちんこウルトラセブン』の後継機。

## 特徴
前作『CRぱちんこウルトラセブン』同様、「ウルトラバトルモード」と「ハヤタチャンス」を搭載。「ウルトラボーナス」と「レギュラーボーナス」は確率変動大当たりで、「ウルトラバトルモード」が続く限り高確率状態である。「ハヤタチャンス」は内部的には2R（0カウント）の通常大当たりで、78回転の時短に突入する。内部的には高確率状態である場合もあるがどちらも電動チューリップ（電チュー）のサポートは78回転で終了する。
確率の状態は盤面のビルのランプで判別が可能。「y」だと高確率状態、「v」だと通常の低確率状態。「c」は高確率状態だが、電チューのサポートがない状態（いわゆる『潜伏確変』、画面は通常と同じで一見では判別不能）。
京楽産業.によるテレビCMが製作されている。CMでは「ウルトラマン」と「ウルトラセブン」の競演が実現している。
3または7絵柄の大当たりは「ウルトラボーナス」（15R）。その他の絵柄(0,1,2,4,5,6,8,9)は「レギュラーボーナス」（5R）。
役物として「カラータイマー」、「ベータカプセル」、「スペシウム光線を構えるウルトラマン」が期待を高める。

## スペック
- 『CRぱちんこウルトラマンM78TF7』
  - 大当たり確率 1/397（高確率 1/39.7）
  - 賞球 3&4&11&14（1R8個賞球）
  - 確変割合 80%（2R確率変動を含む、振分率 15R確変右アタッカー58% 5R確変下アタッカー20% 2R確変2% 2R通常20%）
  - 時短 全ての大当り終了後78回（ウルトラマンの故郷「M78星雲」にかけている）

### 図柄
- 0：バルタン星人
- 1：ピグモン
- 2：レッドキング
- 3：ハヤタ隊員
- 4：ジャミラ
- 5：ゴモラ
- 6：ダダ
- 7：ウルトラマン
- 8：メフィラス星人
- 9：ゼットン

## シリーズ機
- 『CRぱちんこウルトラセブンL77』、『CRぱちんこウルトラセブンM75』（2005年、京楽産業.）
- 『CR羽根ぱちんこウルトラセブン』（CR機）、『羽根ぱちんこウルトラセブン』（現金機）（2006年、京楽産業.）
- 『CRぱちんこウルトラマンタロウ　戦え!!ウルトラ6兄弟』（2012年、京楽産業.）
- 『CRぱちんこウルトラマンタロウ　暗黒の逆襲』（2013年、京楽産業.）
- 『CRぱちんこウルトラバトル列伝　戦えゼロ！若き最強戦士』（2015年、オッケー.）

## 関連商品
- 『ぱちんこウルトラマンサウンドトラック』（ユニバーサルミュージック、2007年2月21日、UICZ-8020）
- 『ぱちんこウルトラマン パチってちょんまげ達人12』（ハックベリー、2007年5月24日、PlayStation 2用ゲームソフト）